# Paulinchen war allein zu Haus
Paulinchen war allein zu Haus ist ein Roman von Gabriele Wohmann, der 1974 bei Luchterhand erschien. Die Verfilmung von Anne Voss strahlte das ZDF im Jahr 1981 aus.

Brita Edfelt übertrug den Roman 1978 ins Schwedische: Lilla Paula ensam var. Es folgten Übersetzungen 1979 von Ljudmila Borissowna Tschornaja ins Russische, 1980 von Oľga Silnická ins Slowakische, 1981 von Per Qvale ins Norwegische und 1982 von Elly Schippers ins Niederländische.

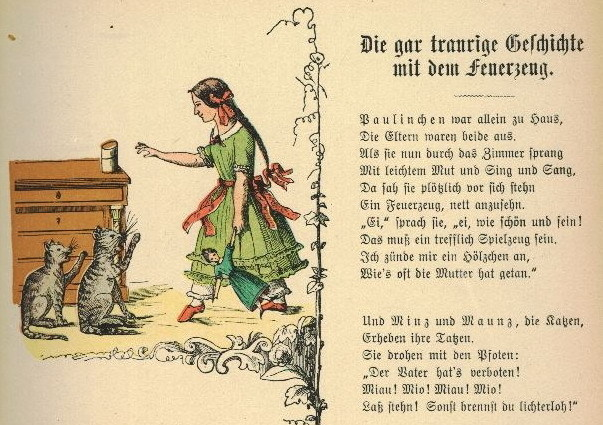
Heinrich Hoffmann: Der Struwwelpeter (Ausgabe 1858)

## Überblick
Gabriele Wohmann gibt die Herkunft ihres Titels zu: Die gar traurige Geschichte mit dem Feuerzeug in Heinrich Hoffmanns Kinderbuch Der Struwwelpeter beginnt mit den Worten: „Paulinchen war allein zu Haus“.
Das achtjährige Schulmädchen Paula, eine Waise, die das Alleinsein gewöhnlich vorzieht, und von den alten Großeltern nicht mehr betreut werden kann, wird von der ehrgeizigen Christa und dem gutmütigen Kurt, einem kinderlosen Ehepaar, adoptiert. Obwohl die beiden – sechzehn Jahre lang ein kinderloses Eheleben gewöhnt – in ihre schriftstellerisch-publizistische Tagesarbeit eingespannten Adoptiveltern eigentlich überhaupt keine Zeit haben, geben sie sich alle Mühe mit der „stillen“ Paula. Trotzdem fehlt dem christlich erzogenen Kind die von dem großelterlichen Umfeld her gewohnte „Nestwärme“. Das „Problemkind“ fühlt sich im Stich gelassen und rebelliert. Das sich keiner Konfession zugehörig fühlende Ehepaar hat sozusagen die Katze im Sack gekauft. Einer der Gipfelpunkte des kindlichen Aufbegehrens: Paula stiehlt größere Summen Bargeldes und gibt – zur Rede gestellt – ihr Geldversteck nicht preis. Da Kurt und Christa – entsprechend ihrem kinderpsychologisch-pädagogischen Prinzip – weder verbieten noch strafen, kommt Paula – wie immer – mit guten Ratschlägen, also ungeschoren, davon. Als das Mädchen den Adoptiveltern später von einem Teil des beiseitegebrachten Geldes kleine Geschenke kauft, unterbleibt jedwede Erkundigung der Erwachsenen nach dem Bezahlungsmodus.
Auch bei anderer Gelegenheit bleibt Kurt gelassen. Nur ein einziges Mal rutscht Christa die Hand aus. Paula kann ein kleines Biest sein. Einmal, als es unterwegs nicht nach ihrem Kopf läuft, beißt sie der Adoptivmutter „fest in die Hand“. Paula schimpft ihre Ersatzmutter eine „Drecksau“, vernichtet – allein zu Haus – boshaft noch verzehrfähige Lebensmittel, will Christas Schallplatten zerkratzen und möchte den behinderten kleinen Nachbarsjungen Udo misshandeln.
Frau Ehrstein, eine Nebenfigur im Roman, redet der widerborstigen Paula ins Gewissen: „… deine Christa und dein Kurt, sie tun an dir stellvertretend das Gute, das von opferbereiten und nachdenkenden Menschen überall getan wird.“
In dem Kampf zwischen den „wohltätigen“ Adoptiveltern und dem „Ausnahmekind“ unterliegen die letztendlich doch nachsichtigen Erwachsenen. Paula darf in ein Internat.

## Inhalt
Das moderne Haus von Kurt und Christa hat keine Innentüren. Paula schläft in einem scheunenartigen Atelier hinter einem recht und schlecht abgetrennten Verschlag. Somit belauscht das Mädchen die abendlich-nächtlichen Gespräche der Erwachsenen.
Paula fühlt sich manchmal stark, weil sie den Unfall überlebt hat, bei dem die Eltern und die zwei Jahre ältere Schwester Margarete umgekommen sind. Ihre Adoptivmutter Christa hält das Mädchen für verstockt. Gegen Paulas Bettnässen muss Christa etwas tun. Sucht sie nun einen Internisten, einen Urologen oder gleich einen Psychotherapeuten auf?
Christa will von Paula geliebt werden. „Lernwütig“ beobachtet sie ihr Adoptivkind. Kurt hält seine Frau zurück: „Gernhaben ist vorläufig genug.“ Er steht für die „partnerschaftlichen Friedensverträge“ mit dem Kind und überlässt der Gattin weitgehend die Erziehung des altklugen, ein wenig wunderlichen Mädchens. Christa, vor ihrer Ehe als Wandteppichknüpferin aktiv, schreibt als Journalistin über Paula und inszeniert deren Auftritte vor Besuchern minutiös. Die verschlossene Paula spielt zum Leidwesen ihrer rührigen Erzieherin nicht richtig mit. Christa beobachtet das Kind genau: Wenn es schon singt – gibt es Töne in Moll von sich; singt im Hochsommer Weihnachtslieder.
Ende gut – alles gut: Paula befällt ein „neuartiger Aussöhnungsschub“. Beim nächsten Frische-Luft-Schnappen reicht sie den Stiefeltern ostentativ beide Hände. Christa und Kurt machen im Gegenzug ein paar Abstriche von ihrem Atheismus. Das Mädchen soll später einmal konfirmiert werden.
Christa setzt die Erziehung aber bis zum Romanende fort. Dazu nur ein Exempel: Was ist Sex zwischen Mann und Frau? Christa klärt Paula auf: Sich ganz, ganz nahe sein; näher gehts nicht. Das Ehepaar stolziert nackt vor dem Mädchen herum. Christa stachelt Kurt an, doch er möchte die Erektion nicht vorführen.

## Form
Unten unter Rezeption stehen bei Häntzschel die vier Erzählstandpunkte. Der Leser, dem nicht behagt, wenn die Erzählerin in befremdlichem Ton ständig von dem „Kind“ redet, hätte sich wohl Paula als Ich-Erzählerin gewünscht, zumal, da sich die Erzählerin des Öfteren dem Gesichtskreis Paulas ziemlich nähert. Hinzu kommt noch, Paula ist die Einzige aus dem dominierenden Dreigestirn Christa-Kurt-Paula, der die Verfasserin das Denken gestattet. Doch Gabriele Wohmann hat mit ihrer Satire mehr gewollt (siehe unten unter Rezeption).
Der Leser kann sich weder mit der Adoptivmutter Christa noch mit dem Kind Paula anfreunden. Denn Christa will zu sehr erziehen und Paula begehrt zu deutlich dagegen auf.
Mit nicht übersehbarer Vorliebe spielt Gabriele Wohmann mit dem Erbe: Stichwörter Goethe, E. T. A. Hoffmann.
Der Leser fragt: Hat das Manuskript ein Lektor in die Finger bekommen? Mit dem durchgehaltenen gehobenen Ton kollidiert der Satz: „Kurz nach dem Vorsatz mit den Schallplatten erlosch jedoch der Elan vom Kind.“

## Rezeption
- C.R.: Allzu kluges Kind. In: Der Spiegel. Nr. 38, 1974 (online – 16. September 1974).
- Martin Gregor-Dellin in der FAZ: Wohmann, Gabriele: Paulinchen war allein zu Haus (PDF, 2 Seiten) 10. Oktober 1974, Seite 26.
- Häntzschel[15] weist auf die vier verwendeten Erzählperspektiven hin.

Erstens, die Adoptiveltern sprechen mit dem Kind.
Zweitens, die Adoptiveltern reden mit Gästen im Hause über das Kind.
Drittens, das Kind, das sich schlafend gestellt hat, macht über die Gespräche unter Zweitens Tagebucheinträge.
Viertens, die Adoptiveltern lesen im Tagebuch und reden miteinander darüber.
Dabei sei zu beachten: Bei dem Kind handele es sich um eine Kunstfigur innerhalb einer Satire über moderne Erziehung. Zudem wird in dem Konstrukt der erzählerische Raum kaum über das Haus der Adoptiveltern hinaus aufgespannt. Also spielt der Schulbesuch des Kindes im Roman keine Rolle.
- Nach Schultz-Gerstein erfolgt der genannte Perspektivwechsel fließend und die Erzählerin sei nur mit Mühe identifizierbar. Das Kind komme mit seiner antiautoritären[A 2] Erziehung im Hause der Adoptiveltern nicht zurecht.[16]

### Ausgaben
- Paulinchen war allein zu Haus. Roman. Luchterhand, Darmstadt / Neuwied 1974 (Erstausgabe), ISBN 3-472-86383-8; als Taschenbuch: Piper, München / Zürich 1999, ISBN 3-492-22344-3.

### Verwendete Ausgabe
- Paulinchen war allein zu Haus. Roman. Luchterhand Literaturverlag (Sammlung Luchterhand Bd. 219), Hamburg 1976, 252 Seiten, ISBN 3-630-61219-9.

### Sekundärliteratur
- Christian Schultz-Gerstein: Erziehungsstudio. S. 83–84 in: Gabriele Wohmann. Materialienbuch. Einleitung von Karl Krolow. Bibliographie von Reiner Wohmann. Herausgegeben von Thomas Scheuffelen. Luchterhand, Darmstadt und Neuwied 1977, 150 Seiten, ISBN 3-472-61184-7.
- Günter Häntzschel, Jürgen Michael Benz, Rüdiger Bolz, Dagmar Ulbricht: Gabriele Wohmann. Verlag C. H. Beck, Verlag edition text + kritik, München 1982, Autorenbücher Bd. 30, 166 Seiten, ISBN 3-406-08691-8.